# 朱雀
朱雀（すざく、すじゃく、しゅじゃく、拼音: zhūquè チューチュエ）とは、中国の伝説上の神獣（神鳥）で、「四神（四獣・四象）」「五獣」の一つで朱鳥（しゅちょう）とも呼ばれる。福建省では赤虎（せきこ）に置き換わっている。

## 概要
朱雀は南方を守護する神獣とされる。長生の神とされ、天之四霊の一つである。赤い翼を広げた鳳凰の姿で表される。同じく中国古代の想像上の鳥である鳳凰とは異なるが、同一起源とする説もあり、同一視されることもある。あくまで神格のある鳥であり、信仰の対象ではあるがいわゆる悪魔や唯一神、列神の類ではないことが最大の特徴である。
万物は木、火、土、金、水の5種類の元素からなるとする古代中国の五行説では、「火」の象徴であり、方位は「南」に該当する。
日本では、奈良県の薬師寺金堂の本尊台座や、明日香村のキトラ古墳の石槨内壁の南側壁にも朱雀が描かれている。その他、神田明神、秩父神社など多くの場所で四神の彫像や絵を確認できる。
俳句において夏の季語である「炎帝」「赤帝」と同義である。春・秋・冬の場合はそれぞれ「青帝（蒼帝）」「白帝」「玄帝」と色に相応する名前があるが、夏の場合は「炎帝」しか普及していない（「赤帝」はほぼ使われておらず、「朱帝」に至っては歳時記に掲載されていない）。なお、夏のことを「朱夏」ともいう。

## 中国神話の朱雀
玄武、青竜、白虎とともに四神という形で一組にされ、北を玄武、東を青龍、西を白虎と、それぞれが各一方を分担して守護するものされる。朱雀は南方の守護を司どるが、朱雀と南方との結び付きは、五行説が中央に黄色、北方に黒、東方に青、西方に白、南方に赤と五色を割り当てたことに由来しており、四神の信仰は五行説の影響を受けながら戦国時代ごろに成立したと考えられている。その後、四神の信仰は中国の中のみならず、古代の朝鮮や日本にも伝わった。

## 日本の私年号としての朱雀
朱雀は、私年号として、寺社の縁起や地方の地誌等に散見される。私年号は逸年号とも呼ばれ、『日本書紀』に現れない年号をいう。通説では、天武天皇が定めた元号である「朱鳥」（686年）の別称、美称とされる（坂本太郎等の説）。読み方は上記の「すざく」「すじゃく」「しゅじゃく」のほか「あかすずみ」と読まれた可能性も考えられる。九州年号では朱雀は684～685年、朱鳥は686～694年とされる。
8世紀の終わりに成立した『続日本紀』の神亀元年（724年）冬十月の条には聖武天皇の詔として「白鳳より以来、朱雀以前、年代玄遠にして、尋問明め難し」という記述がみられる。

## 星空の朱雀
中国の星座である二十八宿（月の見かけ上の通り道である白道を28分したもの）は、四神の名によって7宿ずつ4つにまとめられ、それぞれが四神の姿をかたどるとされる。
そのうちの1つ、南方朱雀に属する7宿のうち、中央の「星宿」は、西洋星座のうみへび座の心臓部に当たり、その中心は、うみへび座の最輝星うみへび座α星である。「孤独な者」を意味する名をもつこの2等星は、明るい星の少ない中にあって目立つ星であり、「星」という宿名からもわかるように、中国の天文家にも、最も古くから知られてきた星の一つであった。このオレンジ色の星が、ライチョウなど羽色が橙色系の胸をもつ鳥とともに、「朱雀」という瑞鳥のイメージの成立に、何らかの形で関与している可能性もある。
なお、同じ南方朱雀の「翼宿」は、朱雀の翼である。